# Deidesheimer Letten
Letten heißt eine Weinlage, die nordöstlich der Gemeinde Forst an der Weinstraße (Rheinland-Pfalz) liegt und zur benachbarten Kleinstadt Deidesheim gehört. Ihre Rebfläche umfasst 139,85 ha.

## Lage, Klima, Böden
Der Letten gehört zum Anbaugebiet Pfalz und hier wiederum zum Bereich Mittelhaardt-Deutsche Weinstraße. Es handelt sich um eine Einzellage, die Teil der Großlage Schnepfenflug an der Weinstraße ist. Der Letten liegt auf einer Höhe von etwa 115 m ü. NHN und ist zu 100 % flach. Der Gebirgszug der Haardt schützt den Letten in seinem Lee vor Niederschlägen.
Die Böden des Lettens bestehen aus Lehm, lehmigem Sand und Löss.

## Name
Die Erstnennung des Namens war im Jahr 1855 („An der Lettengrube“). Der Name bezieht sich auf die Bodenart Letten.